# Pax Americana
Pax Americana (Latijn voor Amerikaanse  vrede) refereert aan de Pax Romana in de oudheid of aan de Pax Britannica in de negentiende eeuw. Zoals de Pax Romana te situeren is tijdens en na de regeerperiode van de eerste Romeinse keizer, Augustus, en de Pax Britannica na de overwinning op de tegenstander Napoleon, zo kan het begin van de Pax Americana gesitueerd worden na het einde van de Tweede Wereldoorlog in 1945. 
Gedurende deze periode zijn er geen gewapende conflicten geweest tussen de Westerse naties en hoewel de Verenigde Staten diverse regionale oorlogen hebben gevochten, hebben ze een vrijwel continu overwicht op de wereldorde gehad.
De term Pax Americana wordt in negatieve zin gebruikt door critici van de Amerikaanse politiek, die erop gericht is overal ter wereld de door hun gewenste orde te handhaven. Men kan inderdaad een hele reeks Amerikaanse interventies opsommen gericht op handhaving van haar positie of handhaving van de wereldvrede, net zoals de Romeinen en de Britten dat eerder deden tijdens de door hun gecontroleerde wereldvrede. De Pax Americana kan tevens gerechtvaardigd worden, wanneer - door het ontbreken van een tegenstander - de wereld gespaard blijft van grote nucleaire en andere oorlogsdreigingen en één land totale werelddominantie bezit.  
Het eerste teken dat de Verenigde Staten hun klassiek isolationisme verlieten was hun intrede in de Eerste Wereldoorlog in 1917, tenminste als men de Amerikaanse controle over Haïti en de Filipijnen nog niet als dusdanig bestempelt.  De zogenaamde Monroedoctrine beperkte de Amerikaanse invloedssfeer nog hoofdzakelijk tot het westelijk halfrond, in feite Noord- en Zuid-Amerika. Door de deelname aan de Tweede Wereldoorlog, zowel in Europa tegen Duitsland als in Azië tegen Japan, hebben de Verenigde Staten zich een wereldwijde militaire rol aangemeten, waarbij ze in de Koude Oorlog de Sovjet-Unie tegenover zich vonden. Volgens de Trumandoctrine gaan zij overal ter wereld het communisme indammen.  